# Filifusus altimasta
Filifusus altimasta is een slakkensoort uit de familie van de Fasciolariidae. De wetenschappelijke naam van de soort is voor het eerst geldig gepubliceerd in 1930 door Tom Iredale.